# دهستان شیان
دهستان شیان نام دهستانی در بخش مرکزی شهرستان اسلام‌آباد غرب، استان کرمانشاه در ایران است. براساس سرشماری مرکز آمار ایران در سال ۱۳۸۵، جمعیت آن ۶۸۰۱ نفر (۱۵۱۲ خانوار) بوده‌است.

## روستاها
بنا بر مصوبۀ هیأت وزیران جمهوری اسلامی ایران در سال ۱۳۶۶، دهستان شیان‌ به مرکزیت روستای قلعه‌شیان، ۳۳ روستا، مزرعه و مکان را به شرح زیر شامل می‌شود:
1. تجر دولت‌آباد
2. بوربور
3. تازه‌آباد طالقان
4. سراب شیان
5. میرعزیزی
6. کت‌کتی
7. قلعه‌شیان
8. ملخطاوی
9. قباد
10. معارفی
11. قوخ
12. کمره غربی
13. کمره سفلی
14. شوهان سفلی و علیا
15. خپگه شیان
16. سراب میله‌سر
17. تومیانه
18. میله‌سر
19. ظهراب
20. پلنگ‌گرد
21. قوچمی نامدار
22. حمیل
23. مزرعه گرگه‌چقا
24. مزرعه چقامولگه دلامیر
25. مزرعه شوهان
26. کرم‌پناه‌آباد
27. مزرعه تجرد دولت‌آباد
28. کارخانه آرد
29. نیروگاه برق
30. اردگاه شیان
31. امامزاده قاضی‌وند
32. تازه‌آباد بدره گرد قوچمی.